# ألفارو كامبوس
ألفارو كامبوس (بالإسبانية: Álvaro Campos Estellés)‏ هو لاعب كرة قدم إسباني، ولد في 1 أبريل 1987 في منزل عطاء في إسبانيا. لعب مع ريال مورسيا.

## وصلات خارجية
- ألفارو كامبوس على موقع قاعدة بيانات كرة القدم.إي يو (الإنجليزية)
- ألفارو كامبوس على موقع Soccerway.com (الإنجليزية)
- ألفارو كامبوس على موقع AS.com (الإسبانية)